# Convención de París (1919)
La Convención de París de 1919 es un tratado internacional relativo a la navegación aérea. Su título completo es Convención para la Reglamentación de la Navegación aérea Internacional.
Dispone principios como:
- La soberanía de los estados contratantes.
- Las reglamentaciones de las aeronaves y los pilotos.
- Los equipos de comunicación.
- Los libros, certificados y diplomas de los pilotos.
- La distinción de aeronaves públicas de privadas
- La creación de la Comisión Internacional de Navegación Aérea, de carácter permanente.

- Datos: Q1285222